# Fambach (gmina)
Fambach – miejscowość i gmina w Niemczech, w kraju związkowym Turyngia, w powiecie Schmalkalden-Meiningen.
Niektóre zadania gminy administracyjne realizowane są przez gminę Breitungen/Werra, która pełni rolę "gminy realizującej" (niem. "erfüllende Gemeinde").